# Courtney Vandersloot
Courtney Vandersloot (* 8. Februar 1989 in Kent, Washington) ist eine ungarisch-US-amerikanische Basketballspielerin der nordamerikanischen Profiliga Women’s National Basketball Association (WNBA).

## Karriere
Vor ihrer professionellen Karriere in der WNBA spielte Vandersloot von 2007 bis 2011 College-Basketball für das Team der Gonzaga University.
Beim WNBA Draft 2011 wurde Vandersloot an 3. Stelle von den Chicago Sky ausgewählt, für die sie 12 Jahre lange auf der Position des Point Guard in der nordamerikanischen Basketballprofiliga der Damen spielte und mit denen sie in der Saison 2021 die WNBA-Meisterschaft gewann. Zur Saison 2023 wechselte Vandersloot zu den New York Liberty und gewann dort in der Saison 2024 ihre zweite WNBA-Meisterschaft.
Im Jahr 2015 sowie von 2017 bis 2021 und im Jahr 2023 war sie in jeder Saison Peak Performer bei der durchschnittlichen Anzahl von Assists. Im Laufe ihrer bisherigen WNBA-Karriere erzielte Vandersloot unter anderem die folgenden Erfolge und Auszeichnungen:
- WNBA All-Star (2011, 2019, 2021, 2022, 2023)
- All-WNBA First Team (2019, 2020)
- All-WNBA Second Team (2015, 2018, 2021)
- WNBA All-Rookie First Team 2011

In der WNBA-Off-Season spielte Vandersloot für diverse ausländische Vereine, unter anderem von 2011 bis 2014 bei dem türkischen Verein Beşiktaş Istanbul und von 2018 bis 2022 an der Seite von Brittney Griner bei UGMK Jekaterinburg in Russland. In der Saison 2022/23 stand sie bei der ungarischen Mannschaft Sopron Basket unter Vertrag.